# Decreto

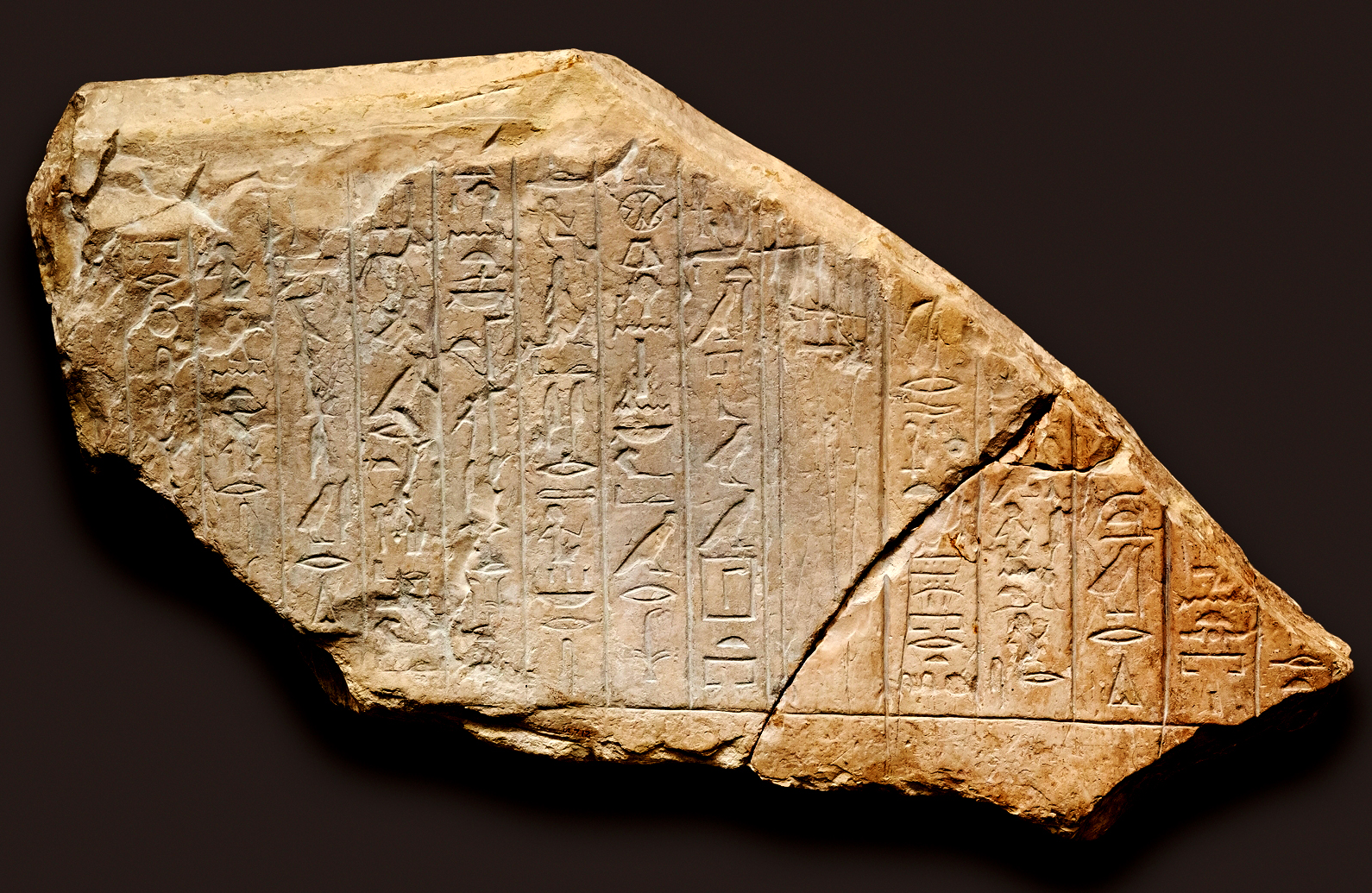
Fragmento de un Decreto del rey Neferkauhor, que nombraba al hermano de Idy para un puesto en el templo de Min en Coptos

Decreto es un término que se refiere a la decisión de una autoridad sobre la materia en que tiene competencia. Es un tipo de acto administrativo emanado habitualmente del poder ejecutivo y que, generalmente, posee un contenido normativo reglamentario, por lo que su rango es jerárquicamente inferior a las leyes.

## Regulación por países

### Argentina
En Argentina, tanto en el orden federal como provincial y en el de la ciudad autónoma (de Buenos Aires), en caso de que la requieran, así como los actos de administración, los produce el Ejecutivo mediante decretos. 
1. Los decretos son promulgados por el presidente, gobernador (en las provincias) o jefe de Gobierno (en la Ciudad Autónoma), con firma del ministro del ramo (a veces, en acuerdo general de ministros, cuando la materia compete a varias carteras).
2. Cuando el Congreso Nacional, Congreso Provincial o Legislatura de la Ciudad Autónoma, está en receso, y en otras circunstancias excepcionales, el Ejecutivo puede tomar prerrogativas legislativas mediante Decretos de necesidad y urgencia (equivalente a un decreto ley), que deben ser posteriormente ratificados por el Legislativo.
3. Los actos de administración regulares, para los que no se requiere específicamente un decreto, se norman mediante resoluciones. Estas las expiden los ministerios y el resto de las instituciones estatales.

Los decretos que puede emitir el presidente según sus facultades está regulado en la Constitución Nacional, son normas que puede emitir el presidente de la Nación para regular todo lo que tenga que ver con la organización administrativa del país, según dispone el art. 99 de la Constitución Nacional.

### Brasil
Los decretos son actos administrativos dentro de la competencia de los jefes de los poderes ejecutivos (presidente, gobernadores y alcaldes).
Por lo general, el mandatario usa un decreto para hacer nombramientos y regulaciones de leyes (como para hacerlas cumplir de manera efectiva, por ejemplo), entre otras cosas.
El decreto tiene efectos regulatorios o de cumplimiento, emitidos con base en el artículo 84, IV de la Constitución Federal, para la aplicación fiel de la ley, es decir, el decreto detalla la ley. No poder ir en contra o más allá de la ley.
También hay decretos legislativos, que son actos aprobados por el Plenario de las legislaturas, federal, estatal y municipal, sobre asuntos de su competencia exclusiva que tienen efectos externos sobre ellos. Decretos legislativos autorizan la ratificación de un tratado internacional o la obtención, por estados e municipios, de empréstitos internacionales.

### Chile
Los decretos expedidos por el Presidente de la República con la o las firmas de los ministros de Estado respectivos son:
1. El Decreto o Decreto Supremo es una orden escrita del Presidente de la República que, dictada dentro de la esfera de su competencia, lleva la firma del o los ministros de Estado respectivos y está sujeta a una tramitación especial. Su procedimiento de formación incluye las siguientes etapas: declaración de voluntad del Presidente de la República, toma de razón ante la Contraloría General de la República y su notificación o publicación, según sea el caso. Excepcionalmente, los decretos e instrucciones pueden expedirse con la sola firma del ministro respectivo, por "orden del Presidente de la República", en conformidad al procedimiento establecido en la ley.
2. El Decreto de aplicación inmediata es aquel en que la toma de razón está pospuesta para después de su entrada en vigencia, como única manera que las medidas que ordena puedan realizarse, por razones de buen servicio.
3. El Decreto exento es aquel decreto supremo que no está sujeto al trámite de control por parte de Contraloría General de la República, por disposición expresa de la ley o por resolución del contralor general que le exima del trámite.
4. El Decreto de insistencia muy poco frecuente en su uso y alcances, es aquel que dicta el presidente de la República, con la firma de todos sus ministros de Estado, ordenando que se tome razón de un decreto o resolución que previamente había sido "representado" por la Contraloría General de la República. Sin embargo, no se puede efectuar sobre aquellos que sean inconstitucionales, respecto de un decreto con fuerza de ley y de un decreto promulgatorio de una ley o de una reforma constitucional por apartarse del texto aprobado.
5. El Decreto de emergencia o Decreto de emergencia económica es aquel que puede dictar el presidente de la República, con la firma de todos sus ministros, para decretar pagos no autorizados por la ley, para atender necesidades impostergables derivadas de las siguientes causas constitucionales: calamidades públicas, de agresión exterior, de conmoción interna, de grave daño o peligro para la seguridad nacional o del agotamiento de los recursos destinados a mantener servicios que no puedan paralizarse sin serio perjuicio para el país. El total de los giros que se hagan con estos objetos no pueden exceder anualmente del 2% del monto de los gastos que autoriza la Ley de Presupuestos.
6. El Decreto con Fuerza de Ley (DFL) es el acto normativo del Presidente de la República sobre asuntos fuera del dominio legal, realizado en virtud de una delegación hecha por el Congreso Nacional, mediante una ley específica que autoriza y delega en el presidente, por el plazo de un año, la dictación de disposiciones con fuerza de ley, en las materias que señala expresamente. Generalmente se refiere a legislación de índole técnica o económica; además, el presidente está autorizado constitucionalmente para fijar el texto refundido, coordinado y sistematizado de las leyes, mediante DFL, cuando sea conveniente para su mejor ejecución. En rigor es una modalidad del ejercicio de la supuesta potestad legislativa.